# Eurypteryx molucca
Eurypteryx molucca là một loài bướm đêm thuộc họ Sphingidae. Nó được tìm thấy ở Philippines (Mindoro), Moluccas và Papua New Guinea.
It is easily distinguished from all other Eurypteryx species by the conspicuous off-white patch on the forewing upperside near the apex.